# Kepler-296
Kepler-296 är en dubbelstjärna i den södra delen av stjärnbilden Draken. Den beräknas befinna sig på ett avstånd på ca ca 226 parsek) från solen. 

## Egenskaper
Primärstjärnan Kepler-296 A är en orange till gul stjärna i huvudserien av spektralklass K7 V. Den har en massa som är ca 0,5 solmassor, en radie som är ca 0,48 solradier och har en effektiv temperatur av ca 3 700 K.
Följeslagaren Kepler-296 B är en röd dvärg som har en massa som är ca 0,33 solmassa, en radie som är ca 0,32 solradie och har en effektiv temperatur av ca 3 400 K.

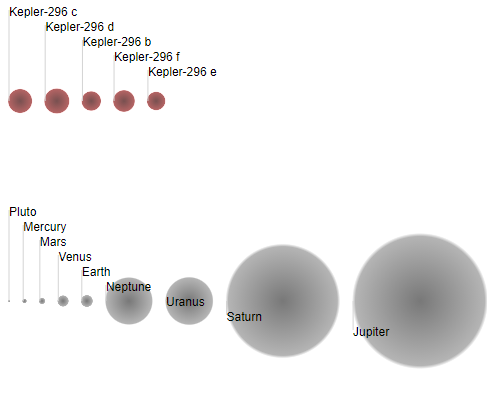
Diagrammet visar den ungefärliga storleken på planeterna i kring Kepler-296 A jämfört med planeter i solsystemet.

## Planetsystem
Fem exoplaneter har upptäckts där alla tros kretsa kring primärstjärnan snarare än dess svagare följeslagare. Särskilt två planeter, Kepler-296e och Kepler-296f, ligger sannolikt i den beboeliga zonen. För att planetsystemet ska förbli stabilt kan inga ytterligare jätteplaneter finnas upp till omloppsradie 10,1 AE.
| Planet | Massa | Halv storaxel (AE) | Siderisk omloppstid (d) | Excentricitet | Inklination | Radie   |
| ------ | ----- | ------------------ | ----------------------- | ------------- | ----------- | ------- |
| b      | -     | 0,079              | 10,864384               | 0,33          | -           | 1,61 R🜨 |
| c      | -     | 0,0521             | 5,8426366               | 0,33          | -           | 2,00 R🜨 |
| d      | -     | 0,118              | 19,850291               | 0,33          | -           | 2,09 R🜨 |
| e      | -     | 0,169              | 34,14211                | 0,33          | -           | 1,53 R🜨 |
| f      | -     | 0,255              | 63,33627                | 0,33          | -           | 1,80 R🜨 |